# یونیورسال انترتینمنت
یونیورسال اینترتینمنت (انگلیسی: Universal Entertainment) شرکت بازی ویدئویی ژاپنی است، که در سال ۱۹۶۹ توسط کازو اوکادا تأسیس شد.